# Brasilien i olympiska sommarspelen 2004
Brasilien i olympiska sommarspelen 2004 bestod av 243 idrottare som blivit uttagna av Brasiliens olympiska kommitté.

## Basket
Damer
| Lag        | Vinster | Förluster | Poäng | Första Tiebreaker Särskiljning av lika lag |
| ---------- | ------- | --------- | ----- | ------------------------------------------ |
| Australien | 5       | 0         | 10    |                                            |
| Ryssland   | 4       | 1         | 9     |                                            |
| Brasilien  | 3       | 2         | 8     |                                            |
| Grekland   | 2       | 3         | 7     |                                            |
| Japan      | 1       | 4         | 6     |                                            |
| Nigeria    | 0       | 5         | 5     | 0-1                                        |

| 14 augusti 16:45 |                                                       | Japan | 62–128                                           | Brasilien |  | Helliniko Indoor Arena, Aten Publik: 950 Domare: Giampaolo Cicoria (Italien) Abreu Joao (Mozambique) |
| 14 augusti 16:45 | Resultat efter kvart: 22–26, 3–36, 17–33, 20–33       |       |                                                  |           |  | Helliniko Indoor Arena, Aten Publik: 950 Domare: Giampaolo Cicoria (Italien) Abreu Joao (Mozambique) |
| 14 augusti 16:45 | Pts: Hamaguchi 23 Rebs: Yano 5 Asts: Kusuda, Nagata 2 |       | Pts: Oliveira 25 Rebs: Oliveira 13 Asts: Pinto 7 |           |  | Helliniko Indoor Arena, Aten Publik: 950 Domare: Giampaolo Cicoria (Italien) Abreu Joao (Mozambique) |

| 16 augusti 20:00 |                                                     | Brasilien | 87–75                                          | Grekland |  | Helliniko Indoor Arena, Aten Publik: 2 200 Domare: Jorge Vazquez (Puerto Rico) Philippe Leemann (Schweiz) |
| 16 augusti 20:00 | Resultat efter kvart: 27–19, 23–24, 14–21, 23–11    |           |                                                |          |  | Helliniko Indoor Arena, Aten Publik: 2 200 Domare: Jorge Vazquez (Puerto Rico) Philippe Leemann (Schweiz) |
| 16 augusti 20:00 | Pts: Luz 18 Rebs: Oliveira 11 Asts: Three players 2 |           | Pts: Maltsi 26 Rebs: Maltsi 10 Asts: Kostaki 7 |          |  | Helliniko Indoor Arena, Aten Publik: 2 200 Domare: Jorge Vazquez (Puerto Rico) Philippe Leemann (Schweiz) |

| 18 augusti 20:00 |                                                  | Brasilien | 67–77                                                 | Ryssland |  | Olympic Indoor Hall, Aten Publik: 1 350 Domare: Jose Carrión (Puerto Rico) Chantal Julien (Frankrike) |
| 18 augusti 20:00 | Resultat efter kvart: 17–21, 11–25, 20–17, 19–14 |           |                                                       |          |  | Olympic Indoor Hall, Aten Publik: 1 350 Domare: Jose Carrión (Puerto Rico) Chantal Julien (Frankrike) |
| 18 augusti 20:00 | Pts: Arcain 19 Rebs: Oliveira 8 Asts: Luz 5      |           | Pts: Archipova 20 Rebs: Stepanova 9 Asts: Archipova 3 |          |  | Olympic Indoor Hall, Aten Publik: 1 350 Domare: Jose Carrión (Puerto Rico) Chantal Julien (Frankrike) |

| 20 augusti 22:15 |                                                     | Nigeria | 63–82                                                          | Brasilien |  | Helliniko Indoor Arena, Aten Publik: 2 500 Domare: Mike Homsy (Kanada) Song Yangping (Kina) |
| 20 augusti 22:15 | Resultat efter kvart: 19–33, 15–14, 12–11, 17–24    |         |                                                                |           |  | Helliniko Indoor Arena, Aten Publik: 2 500 Domare: Mike Homsy (Kanada) Song Yangping (Kina) |
| 20 augusti 22:15 | Pts: Udoka 17 Rebs: Udoka 7 Asts: Amachree, Udoka 2 |         | Pts: Castro Marques 26 Rebs: de Souza 8 Asts: Castro Marques 6 |           |  | Helliniko Indoor Arena, Aten Publik: 2 500 Domare: Mike Homsy (Kanada) Song Yangping (Kina) |

| 22 augusti 14:30 |                                                              | Brasilien | 66–84                                               | Australien |  | Helliniko Indoor Arena, Aten Publik: 3 450 Domare: Corbin Sean (USA) Giampaolo Cicoria (Italien) |
| 22 augusti 14:30 | Resultat efter kvart: 21–20, 14–20, 18–22, 13–22             |           |                                                     |            |  | Helliniko Indoor Arena, Aten Publik: 3 450 Domare: Corbin Sean (USA) Giampaolo Cicoria (Italien) |
| 22 augusti 14:30 | Pts: Luz 16 Rebs: Oliveira 11 Asts: Castro Marques, Arcain 3 |           | Pts: Jackson 24 Rebs: Snell 8 Asts: Fallon, Snell 3 |            |  | Helliniko Indoor Arena, Aten Publik: 3 450 Domare: Corbin Sean (USA) Giampaolo Cicoria (Italien) |

Slutspel
|  | Kvartsfinaler | Kvartsfinaler |            |     | Semifinaler  | Semifinaler |            |            | Final       | Final |
|  | 0             | 0             | 0          | 0   | 0            | 0           | 0          | 0          | 0           | 0     |
|  |               |               | 0          | 0   |              |             | 0          | 0          |             |       |
|  |               |               | 0          | 0   |              |             | 0          | 0          |             |       |
|  | 0 Australien  | 094           | 0          | 0   |              |             | 0          | 0          |             |       |
|  | 0 Australien  | 094           | 0          | 0   |              |             | 0          | 0          |             |       |
|  | 0 Nya Zeeland | 055           | 0          | 0   |              |             | 0          | 0          |             |       |
|  | 0 Nya Zeeland | 055           | 0          | 0   | 0 Australien | 088         | 0          | 0          |             |       |
|  |               |               | 0          | 0   | 0 Australien | 088         | 0          | 0          |             |       |
|  | 0             | 0 Brasilien   | 0          | 075 | 0            |             |            | 0          |             |       |
|  | 0             | 0 Brasilien   | 0          | 075 | 0            | 0 Brasilien | 067        | 0          |             |       |
|  | 0             |               |            |     |              | 0 Brasilien | 067        | 0          |             |       |
|  | 0             | 0 Spanien     | 064        | 0   |              |             |            | 0          |             |       |
|  | 0             | 0 Spanien     | 064        | 0   | 0 Australien | 063         |            | 0          |             |       |
|  | 0             |               |            | 0   | 0 Australien | 063         |            | 0          |             |       |
|  | 0             | 0             | 0 USA      | 0   | 074          |             |            |            |             |       |
|  | 0             | 0             | 0 USA      | 0   | 074          | 0 USA       | 0100       |            |             |       |
|  | 0             | 0             |            |     |              |             | 0100       |            |             |       |
|  | 0             | 0             | 0 Grekland | 072 | 0            |             |            |            |             |       |
|  | 0             | 0             | 0 Grekland | 072 | 0            | 0 USA       | 066        | Bronsmatch | Bronsmatch  |       |
|  | 0             | 0             |            |     | 0            | 0 USA       | 066        | Bronsmatch | Bronsmatch  |       |
|  | 0             | 0             | 0 Ryssland | 062 | 0            | 0           |            |            |             |       |
|  | 0             | 0             | 0 Ryssland | 062 | 0            | 0           | 0 Ryssland | 070        | 0 Brasilien | 062   |
|  | 0             | 0             |            |     | 0            | 0           | 0 Ryssland | 070        | 0 Brasilien | 062   |
|  | 0             | 0             | 0 Tjeckien | 049 | 0            | 0           | 0 Ryssland | 071        |             |       |
|  | 0             | 0             | 0 Tjeckien | 049 | 0            | 0           | 0 Ryssland | 071        |             |       |
|  |               |               |            |     |              |             |            |            |             |       |
|  |               |               |            |     |              |             |            |            |             |       |

## Bordtennis
| Idrottare                   | Gren       | Omgång 1                  | Omgång 2                         | Omgång 3             | Omgång 4             | Kvartsfinaler        | Semifinaler          | Final                |                  |
| Idrottare                   | Gren       | Motståndare Resultat      | Motståndare Resultat             | Motståndare Resultat | Motståndare Resultat | Motståndare Resultat | Motståndare Resultat | Motståndare Resultat |                  |
| --------------------------- | ---------- | ------------------------- | -------------------------------- | -------------------- | -------------------- | -------------------- | -------------------- | -------------------- | ---------------- |
| Lígia Silva                 | Damsingel  | Offiong (NGR) L 1-4       | Gick inte vidare                 | Gick inte vidare     | Gick inte vidare     | Gick inte vidare     | Gick inte vidare     | Gick inte vidare     | Gick inte vidare |
| Mariany Nonaka Lígia Silva  | Damdubbel  | BYE                       | Strbikova/Vachovcova (CZE) L 2-4 | Gick inte vidare     | Gick inte vidare     | Gick inte vidare     | Gick inte vidare     | Gick inte vidare     | Gick inte vidare |
| Hugo Hoyama                 | Herrsingel | Krzeszewski (POL) L 0-4   | Gick inte vidare                 | Gick inte vidare     | Gick inte vidare     | Gick inte vidare     | Gick inte vidare     | Gick inte vidare     | Gick inte vidare |
| Thiago Monteiro             | Herrsingel | Akhlaghpasand (IRI) W 4-1 | Li (HKG) L 1-4                   | Gick inte vidare     | Gick inte vidare     | Gick inte vidare     | Gick inte vidare     | Gick inte vidare     | Gick inte vidare |
| Hugo Hoyama Thiago Monteiro | Herrdubbel | i.u.                      | Hielscher/Roßkopf (GER) L 2-4    | Gick inte vidare     | Gick inte vidare     | Gick inte vidare     | Gick inte vidare     | Gick inte vidare     | Gick inte vidare |

## Boxning
| Idrottare        | Gren            | Sextondelsfinaler       | Åttondelsfinaler       | Kvartsfinaler        | Semifinaler          | Final                | Final            |
| Idrottare        | Gren            | Motståndare Resultat    | Motståndare Resultat   | Motståndare Resultat | Motståndare Resultat | Motståndare Resultat | Placering        |
| ---------------- | --------------- | ----------------------- | ---------------------- | -------------------- | -------------------- | -------------------- | ---------------- |
| Edvaldo Oliveira | Fjädervikt      | Velásquez (PUR) W 43-43 | Franco (CUB) L 15-30   | Gick inte vidare     | Gick inte vidare     | Gick inte vidare     | Gick inte vidare |
| Myke Carvalho    | Lättvikt        | de Jesús (PUR) L 24-39  | Gick inte vidare       | Gick inte vidare     | Gick inte vidare     | Gick inte vidare     | Gick inte vidare |
| Alessandro Matos | Lätt weltervikt | BYE                     | Mahmudov (UZB) L 16-26 | Gick inte vidare     | Gick inte vidare     | Gick inte vidare     | Gick inte vidare |
| Glaucelio Abreu  | Mellanvikt      | Kassel (ALG) L 36-41    | Gick inte vidare       | Gick inte vidare     | Gick inte vidare     | Gick inte vidare     | Gick inte vidare |
| Washington Silva | Lätt tungvikt   | Ismailov (AZE) L 22-27  | Gick inte vidare       | Gick inte vidare     | Gick inte vidare     | Gick inte vidare     | Gick inte vidare |

## Brottning
Herrarnas fristil
| Antoine Jaoude | 96 kg | Pool 4 Kurtanidze (GEO) L TO Heidari (IRI) L 0-10 | 3 | Gick inte vidare | Gick inte vidare | Gick inte vidare | Gick inte vidare |

## Cykling

### Mountainbike
| Idrottare        | Gren                  | Tid     | Placering |
| ---------------- | --------------------- | ------- | --------- |
| Jaqueline Mourão | Damernas terränglopp  | 2:13:52 | 18        |
| Edvandro Cruz    | Herrarnas terränglopp | 2:30:35 | 33        |

### Landsväg
Herrar
| Idrottare           | Gren               | Tid | Placering |
| ------------------- | ------------------ | --- | --------- |
| Herrarnas linjelopp | 5:50:35            | 62  |           |
| Herrarnas linjelopp | Márcio May         | DNF | x         |
| Herrarnas linjelopp | Luciano Pagliarini | DNF | x         |

Damer
| Idrottare          | Gren               | Tid     | Placering |
| ------------------ | ------------------ | ------- | --------- |
| Janildes Fernandes | Damernas linjelopp | 3:40:43 | 54        |

## Fotboll
Damer
| Nr          | Namn         | Klubb 2004                         | Födelsedatum      | Ålder     | Spelade   | Mål       | Y         | Y/R       | R         |
| Målvakter   | Målvakter    | Målvakter                          | Målvakter         | Målvakter | Målvakter | Målvakter | Målvakter | Målvakter | Målvakter |
| ----------- | ------------ | ---------------------------------- | ----------------- | --------- | --------- | --------- | --------- | --------- | --------- |
| 1           | Maravilha    | Grêmio Foot-Ball Porto Alegrense   | 10 april 1973     | 31        | 6         | 0         | 0         | 0         | 0         |
| 18          | Andréia      | Puebla de la Calzada               | 14 september 1977 | 26        | 0         | 0         | 0         | 0         | 0         |
| Försvarare  |              |                                    |                   |           |           |           |           |           |           |
| 4           | Tânia        | Rayo Vallecano                     | 3 oktober 1974    | 29        | 6         | 0         | 1         | 0         | 0         |
| 3           | Mônica       | Associação Ferroviária de Esportes | 4 april 1978      | 26        | 5         | 0         | 3         | 0         | 0         |
| 5           | Juliana      | Kopparberg/Göteborg FC             | 3 oktober 1981    | 22        | 6         | 0         | 0         | 0         | 0         |
| 13          | Aline        | Uni Santanna                       | 6 juli 1982       | 22        | 2         | 0         | 1         | 0         | 0         |
| 11          | Rosana       | Sport Klubbternacional             | 7 juli 1982       | 22        | 6         | 0         | 1         | 0         | 0         |
| 8           | Daniela      | Kopparberg/Göteborg FC             | 12 januari 1984   | 20        | 6         | 1         | 0         | 0         | 0         |
| 6           | Renata Costa | Santos Futebol Clube               | 8 juli 1986       | 18        | 4         | 0         | 0         | 0         | 0         |
| Mittfältare |              |                                    |                   |           |           |           |           |           |           |
| 15          | Maycon       | Grêmio Foot-Ball Porto Alegrense   | 30 april 1977     | 27        | 5         | 0         | 0         | 0         | 0         |
| 7           | Formiga      | Santa Isabel                       | 3 mars 1978       | 26        | 6         | 2         | 3         | 0         | 0         |
| 14          | Elaine       | Sao Francisco Esporto              | 1 november 1982   | 21        | 6         | 0         | 0         | 0         | 0         |
| Anfallare   |              |                                    |                   |           |           |           |           |           |           |
| 17          | Roseli       | non club affiliation               | 7 september 1969  | 35        | 2         | 0         | 0         | 0         | 0         |
| 9           | Pretinha     | non club affiliation               | 19 maj 1975       | 29        | 6         | 3         | 0         | 0         | 0         |
| 2           | Grazielle    | Botucatu                           | 28 mars 1981      | 23        | 3         | 1         | 0         | 0         | 0         |
| 21          | Dayane       | novembero Mundo                    | 13 maj 1985       | 19        | 0         | 0         | 0         | 0         | 0         |
| 12          | Cristiane    | Juventus Atletico                  | 15 maj 1985       | 19        | 6         | 5         | 0         | 0         | 0         |
| 10          | Marta        | Umeå IK                            | 19 februari 1986  | 18        | 6         | 3         | 0         | 0         | 0         |
| Coach       |              |                                    |                   |           |           |           |           |           |           |
|             | Renê Simões  |                                    | 17 december 1952  | 51        |           |           |           |           |           |

Gruppspel
| Lag        | Pld | W | D | L | GF | GA | GD  | Pts |
| ---------- | --- | - | - | - | -- | -- | --- | --- |
| USA        | 3   | 2 | 1 | 0 | 6  | 1  | +5  | 7   |
| Brasilien  | 3   | 2 | 0 | 1 | 8  | 2  | +6  | 6   |
| Australien | 3   | 1 | 1 | 1 | 2  | 2  | 0   | 4   |
| Grekland   | 3   | 0 | 0 | 3 | 0  | 11 | −11 | 0   |

|  | 11 augusti 2004 18:00 | Brasilien | 1 – 0   | Australien | Kaftanzoglio Stadium, Thessaloniki        |                                           |
|  |                       | Marta 36′ | Rapport |            | Publik: 25 152 Domare: Damková (Tjeckien) | Publik: 25 152 Domare: Damková (Tjeckien) |
|  |                       |           |         |            | Publik: 25 152 Domare: Damková (Tjeckien) | Publik: 25 152 Domare: Damková (Tjeckien) |
|  |                       |           |         |            | Publik: 25 152 Domare: Damková (Tjeckien) | Publik: 25 152 Domare: Damková (Tjeckien) |

|  | 14 augusti 2004 20:30 | USA                         | 2 – 0   | Brasilien | Kaftanzoglio Stadium, Thessaloniki        |                                           |
|  |                       | Hamm 58′ (str.) Wambach 77′ | Rapport |           | Publik: 17 123 Domare: Damkova (Tjeckien) | Publik: 17 123 Domare: Damkova (Tjeckien) |
|  |                       |                             |         |           | Publik: 17 123 Domare: Damkova (Tjeckien) | Publik: 17 123 Domare: Damkova (Tjeckien) |
|  |                       |                             |         |           | Publik: 17 123 Domare: Damkova (Tjeckien) | Publik: 17 123 Domare: Damkova (Tjeckien) |

|  | 17 augusti 2004 20:30 | Grekland | 0 – 7   | Brasilien                                                                | Pampeloponnisiako Stadium, Patras     |                                       |
|  |                       |          | Rapport | Pretinha 21′ Cristiane 46′, 55′, 77′ Grazielle 49′ Marta 70′ Daniela 72′ | Publik: 7 214 Domare: Frai (Tyskland) | Publik: 7 214 Domare: Frai (Tyskland) |
|  |                       |          |         |                                                                          | Publik: 7 214 Domare: Frai (Tyskland) | Publik: 7 214 Domare: Frai (Tyskland) |
|  |                       |          |         |                                                                          | Publik: 7 214 Domare: Frai (Tyskland) | Publik: 7 214 Domare: Frai (Tyskland) |

Slutspel
|  | Kvartsfinaler             | Kvartsfinaler       |                       |         | Semifinaler | Semifinaler |  |  | Final             | Final |
|  |                           |                     |                       |         |             |             |  |  |                   |       |
|  | 20 augusti - Patras       |                     |                       |         |             |             |  |  |                   |       |
|  |                           |                     |                       |         |             |             |  |  |                   |       |
|  | Tyskland                  | 2                   |                       |         |             |             |  |  |                   |       |
|  | Tyskland                  | 2                   | 23 augusti - Heraklio |         |             |             |  |  |                   |       |
|  | Nigeria                   | 1                   |                       |         |             |             |  |  |                   |       |
|  | Nigeria                   | 1                   | Tyskland              | 1       |             |             |  |  |                   |       |
|  | 20 augusti - Thessaloniki |                     | Tyskland              | 1       |             |             |  |  |                   |       |
|  |                           | USA                 | 2                     |         |             |             |  |  |                   |       |
|  | USA                       | USA                 | 2                     | 2       |             |             |  |  |                   |       |
|  | USA                       |                     | 26 augusti - Aten     | 2       |             |             |  |  |                   |       |
|  | Japan                     | 1                   |                       |         |             |             |  |  |                   |       |
|  | Japan                     | 1                   | USA                   | 2       |             |             |  |  |                   |       |
|  | 20 augusti - Heraklio     |                     | USA                   | 2       |             |             |  |  |                   |       |
|  |                           | Brasilien           | 1                     |         |             |             |  |  |                   |       |
|  | Mexiko                    | Brasilien           | 1                     | 0       |             |             |  |  |                   |       |
|  | Mexiko                    | 23 augusti - Patras |                       | 0       |             |             |  |  |                   |       |
|  | Brasilien                 | 5                   |                       |         |             |             |  |  |                   |       |
|  | Brasilien                 | 5                   | Sverige               | 0       | Bronsmatch  | Bronsmatch  |  |  |                   |       |
|  | 20 augusti - Volos        |                     | Sverige               | 0       | Bronsmatch  | Bronsmatch  |  |  |                   |       |
|  |                           | Brasilien           | 1                     |         |             |             |  |  |                   |       |
|  | Sverige                   | Brasilien           | 1                     | 2       | Tyskland    | 1           |  |  |                   |       |
|  | Sverige                   |                     |                       | 2       | Tyskland    | 1           |  |  |                   |       |
|  | Australien                | 1                   |                       | Sverige | 0           |             |  |  |                   |       |
|  | Australien                | 1                   |                       |         | 0           |             |  |  |                   |       |
|  |                           |                     |                       |         |             |             |  |  | 26 augusti - Aten |       |
|  |                           |                     |                       |         |             |             |  |  |                   |       |

## Friidrott
Herrar
Bana, maraton och gång
| Idrottare                                                          | Gren              | Heat     | Heat      | Kvartsfinal     | Kvartsfinal     | Semifinal       | Semifinal       | Final           | Final           |                 |
| Idrottare                                                          | Gren              | Resultat | Placering | Resultat        | Placering       | Resultat        | Placering       | Resultat        | Placering       |                 |
| ------------------------------------------------------------------ | ----------------- | -------- | --------- | --------------- | --------------- | --------------- | --------------- | --------------- | --------------- | --------------- |
| Vicente de Lima                                                    | 100 meter         | 10.23    | 4 q       | 10.26           | 3 Q             | 10.28           | 8               | Did not advance | Did not advance |                 |
| André Domingos                                                     | 100 meter         | 10.28    | 4 q       | 10.34           | 8               | Did not advance | Did not advance | Did not advance | Did not advance |                 |
| Jarbas Mascarenhas                                                 | 100 meter         | 10.34    | 4 q       | 10.30           | 7               | Did not advance | Did not advance | Did not advance | Did not advance |                 |
| Basilio Emidio de Morais                                           | 200 meter         | 21.14    | 8         | Did not advance | Did not advance | Did not advance | Did not advance | Did not advance | Did not advance |                 |
| Cláudio Roberto Souza                                              | 200 meter         | 20.70    | 4 Q       | 20.64           | 5               | Did not advance | Did not advance | Did not advance | Did not advance |                 |
| Anderson Jorge Oliveira dos Santos                                 | 400 meter         | 8        | i.u.      | i.u.            | Did not advance | Did not advance | Did not advance | Did not advance | Did not advance | Did not advance |
| Osmar dos Santos                                                   | 800 meter         | 1:45.90  | 4 q       | i.u.            | i.u.            | 1:48.23         | 7               | Did not advance | Did not advance |                 |
| Hudson de Souza                                                    | 1 500 meter       | 3:40.78  | 7 q       | i.u.            | i.u.            | 3:38.83         | 9               | Did not advance | Did not advance |                 |
| Márcio de Souza                                                    | 110 meter häck    | 13.43    | 4 Q       | 13.54           | 5               | Did not advance | Did not advance | Did not advance | Did not advance |                 |
| Matheus Facho Inocêncio                                            | 110 meter häck    | 13.45    | 2 Q       | 13.33           | 1 Q             | 13.34           | 4 Q             | 13.49           | 7               |                 |
| Vanderlei de Lima                                                  | Maraton           | i.u.     | i.u.      | i.u.            | i.u.            | i.u.            | i.u.            | 2:12:11         | *               |                 |
| Andre Luiz Ramos                                                   | Maraton           | i.u.     | i.u.      | i.u.            | i.u.            | i.u.            | i.u.            | Did not finish  | Did not finish  |                 |
| Romulo Silva                                                       | Maraton           | i.u.     | i.u.      | i.u.            | i.u.            | i.u.            | i.u.            | Did not finish  | Did not finish  |                 |
| José Alessandro Baggio                                             | 20 kilometer gång | i.u.     | i.u.      | i.u.            | i.u.            | i.u.            | i.u.            | 1:23:33         | 14              |                 |
| Mario José dos Santos                                              | 50 kilometer gång | i.u.     | i.u.      | i.u.            | i.u.            | i.u.            | i.u.            | 4:20:11         | 40              |                 |
| Sérgio Galdino                                                     | 50 kilometer gång | i.u.     | i.u.      | i.u.            | i.u.            | i.u.            | i.u.            | 4:05:02         | 26              |                 |
| Cláudio Roberto Souza Édson Ribeiro André Domingos Vicente de Lima | 4 x 100 meter     | 38.64    | 3 Q       | i.u.            | i.u.            | i.u.            | i.u.            | 38.67           | 8               |                 |

Fältgrenar och tiokamp
| Idrottare      | Gren      | Kval     | Kval      | Final            | Final            |
| Idrottare      | Gren      | Resultat | Placering | Resultat         | Placering        |
| -------------- | --------- | -------- | --------- | ---------------- | ---------------- |
| Jessé de Lima  | Höjdhopp  | 2.25     | 17        | Gick inte vidare | Gick inte vidare |
| Jadel Gregório | Längdhopp | 7.50     | 32        | Gick inte vidare | Gick inte vidare |
| Jadel Gregório | Tresteg   | 17.20    | 5 Q       | 17.31            | 5                |

Damer
Bana, maraton och gång
| Idrottare                                                              | Gren           | Heat     | Heat      | Kvartsfinal      | Kvartsfinal      | Semifinal        | Semifinal        | Final            | Final            |
| Idrottare                                                              | Gren           | Resultat | Placering | Resultat         | Placering        | Resultat         | Placering        | Resultat         | Placering        |
| ---------------------------------------------------------------------- | -------------- | -------- | --------- | ---------------- | ---------------- | ---------------- | ---------------- | ---------------- | ---------------- |
| Rosemar Coelho Neto                                                    | 100 meter      | 11.43    | 5 q       | 11.45            | 7                | Gick inte vidare | Gick inte vidare | Gick inte vidare | Gick inte vidare |
| Lucimar de Moura                                                       | 200 meter      | 23.40    | 4 Q       | 23.44            | 8                | Gick inte vidare | Gick inte vidare | Gick inte vidare | Gick inte vidare |
| Maria Laura Almirao                                                    | 400 meter      | 52.10    | 5         | i.u.             | i.u.             | Gick inte vidare | Gick inte vidare | Gick inte vidare | Gick inte vidare |
| Geisa Coutinho                                                         | 400 meter      | 52.18    | 5         | i.u.             | i.u.             | Gick inte vidare | Gick inte vidare | Gick inte vidare | Gick inte vidare |
| Luciana de Paula Mendes                                                | 800 meter      | 2:01.36  | 4 q       | i.u.             | i.u.             | 2:02.00          | 7                | Gick inte vidare | Gick inte vidare |
| Maíla Machado                                                          | 100 meter häck | 13.35    | 6         | Gick inte vidare | Gick inte vidare | Gick inte vidare | Gick inte vidare | Gick inte vidare | Gick inte vidare |
| Marlene Fortunato                                                      | Maraton        | i.u.     | i.u.      | i.u.             | i.u.             | i.u.             | i.u.             | Fullföljde inte  | Fullföljde inte  |
| Márcia Narloch                                                         | Maraton        | i.u.     | i.u.      | i.u.             | i.u.             | i.u.             | i.u.             | Fullföljde inte  | Fullföljde inte  |
| Alessandra Picagevicz                                                  | Maraton        | i.u.     | i.u.      | i.u.             | i.u.             | i.u.             | i.u.             | 1:46:21          | 48               |
| Luciana dos Santos Rosemar Coelho Neto Lucimar de Moura Katia de Jesus | 4 x 100 meter  | 43.12    | 4         | i.u.             | i.u.             | i.u.             | i.u.             | Gick inte vidare | Gick inte vidare |
| Maria Laura Almirao Josiane Tito Geisa Coutinho Lucimar Teodoro        | 4 x 400 meter  | 3:28.43  | 6         | i.u.             | i.u.             | i.u.             | i.u.             | Gick inte vidare | Gick inte vidare |

Fältgrenar och sjukamp
| Idrottare          | Gren           | Kval     | Kval      | Final            | Final            |
| Idrottare          | Gren           | Resultat | Placering | Resultat         | Placering        |
| ------------------ | -------------- | -------- | --------- | ---------------- | ---------------- |
| Keila Costa        | Längdhopp      | 6.33     | 31        | Gick inte vidare | Gick inte vidare |
| Elisângela Adriano | Kulstötning    | 17.44    | 17        | Gick inte vidare | Gick inte vidare |
| Elisângela Adriano | Diskuskastning | 58.13    | 26        | Gick inte vidare | Gick inte vidare |

## Fäktning
Herrar
| Renzo Agresta | Sabel | Rebai (TUN) W 15-14 | Lukashenko (UKR) L 14-15 | Gick inte vidare | Gick inte vidare | Gick inte vidare | Gick inte vidare | Gick inte vidare |

Damer
| Maria de Castro Herklotz | Florett | i.u. | Nam (KOR) L 6-15      | Gick inte vidare | Gick inte vidare | Gick inte vidare | Gick inte vidare | Gick inte vidare |
| Élora Pattaro            | Sabel   | i.u. | Jemayeva (AZE) L 8-15 | Gick inte vidare | Gick inte vidare | Gick inte vidare | Gick inte vidare | Gick inte vidare |

## Gymnastik

### Artistisk
Herrar
Mångkamp, ind.
| Idrottare        | Kval    | Kval    | Kval    | Kval    | Kval    | Kval    | Kval   | Kval      | Final            | Final            | Final            | Final            | Final            | Final            | Final            | Final            |
| Idrottare        | Redskap | Redskap | Redskap | Redskap | Redskap | Redskap | Totalt | Placering | Redskap          | Redskap          | Redskap          | Redskap          | Redskap          | Redskap          | Totalt           | Placering        |
| Idrottare        | F       | PH      | R       | V       | PB      | HB      | Totalt | Placering | F                | PH               | R                | V                | PB               | HB               | Totalt           | Placering        |
| ---------------- | ------- | ------- | ------- | ------- | ------- | ------- | ------ | --------- | ---------------- | ---------------- | ---------------- | ---------------- | ---------------- | ---------------- | ---------------- | ---------------- |
| Mosiah Rodrigues | 9.075   | 9.600   | 8.600   | 9.262   | 8.800   | 9.562   | 54.899 | 33        | Gick inte vidare | Gick inte vidare | Gick inte vidare | Gick inte vidare | Gick inte vidare | Gick inte vidare | Gick inte vidare | Gick inte vidare |

Damer
Mångkamp, lag
| Idrottare           | Kval    | Kval    | Kval    | Kval    | Kval    | Kval      | Final            | Final            | Final            | Final            | Final            | Final            |
| Idrottare           | Redskap | Redskap | Redskap | Redskap | Totalt  | Placering | Redskap          | Redskap          | Redskap          | Redskap          | Totalt           | Placering        |
| Idrottare           | V       | UB      | BB      | F       | Totalt  | Placering | V                | UB               | BB               | F                | Totalt           | Placering        |
| ------------------- | ------- | ------- | ------- | ------- | ------- | --------- | ---------------- | ---------------- | ---------------- | ---------------- | ---------------- | ---------------- |
| Camila Comin        | 9.200   | 9.412   | 8.662   | 9.137   | 36.411  | 26 Q      | 9.187            | 9.437            | 8.525            | 8.925            | 36.074           | 16               |
| Daiane dos Santos   | 9.250   | 8.800   | i.u.    | 9.637 Q | i.u.    | i.u.      | Gick inte vidare | Gick inte vidare | Gick inte vidare | Gick inte vidare | Gick inte vidare | Gick inte vidare |
| Daniele Hypólito    | 8.987   | 9.575   | 9.337   | 9.187   | 37.086  | 16 Q      | 8.825            | 9.562            | 9.337            | 9.237            | 36.961           | 12               |
| Caroline Molinari   | i.u.    | i.u.    | 7.512   | i.u.    | i.u.    | i.u.      | Gick inte vidare | Gick inte vidare | Gick inte vidare | Gick inte vidare | Gick inte vidare | Gick inte vidare |
| Ana Paula Rodrigues | 9.087   | 9.375   | 8.887   | 9.037   | 36.386  | 27        | Gick inte vidare | Gick inte vidare | Gick inte vidare | Gick inte vidare | Gick inte vidare | Gick inte vidare |
| Laís Souza          | 9.387   | 8.762   | 9.375   | 8.675   | 36.199  | 34        | Gick inte vidare | Gick inte vidare | Gick inte vidare | Gick inte vidare | Gick inte vidare | Gick inte vidare |
| Total lagpoäng      | 36.924  | 37.162  | 36.261  | 36.998  | 147.345 | 9         | Gick inte vidare | Gick inte vidare | Gick inte vidare | Gick inte vidare | Gick inte vidare | Gick inte vidare |

Individuella finaler
| Gymnast           | Redskap    | Poäng | Placering |
| ----------------- | ---------- | ----- | --------- |
| Daiane dos Santos | Fristående | 9.375 | 5         |

### Rytmisk
| Gymnaster                                                                                              | Gren   | Kval                | Kval    | Kval   | Kval      | Final               | Final   | Final  | Final     |
| Gymnaster                                                                                              | Gren   | Redskap             | Redskap | Totalt | Placering | Redskap             | Redskap | Totalt | Placering |
| Gymnaster                                                                                              | 5 band | 3 tunnband 2 bollar | 5 band  | Totalt | Placering | 3 tunnband 2 bollar |         | Totalt | Placering |
| --- | ------ | ------------------- | ------- | ------ | --------- | ------------------- | ------- | ------ | --------- |
| Larissa Barata Fernanda Cavalieri Ana Maria Maciel Tayanne Mantovaneli Jennifer Oliveira Dayane Camilo | Trupp  | 21.450              | 23.500  | 44.950 | 7 Q       | 21.900              | 22.500  | 44.400 | 8         |

## Handboll
Herrar
| Nr | Pos. | Namn                       | Födelsedatum (ålder)     | Klubb                  |
| -- | ---- | -------------------------- | ------------------------ | ---------------------- |
| 2  | VB   | Jaqson Kojoroski           | 3 januari 1979 (25 år)   | IMES Sao Caetano       |
| 4  | HY   | Adalberto Silva            | 12 maj 1979 (25 år)      | Metodista Sao Bernardo |
| 5  | HB   | Jose Nascimento            | 16 mars 1966 (38 år)     | Metodista Sao Bernardo |
| 6  | VY   | Jair Henrique Alves Junior | 1 oktober 1978 (25 år)   | Unifil Londrina        |
| 7  | HY   | Renato Tupan               | 7 juni 1979 (25 år)      | HSC Landwehrhagen      |
| 8  | VB   | Bruno Souza                | 27 juni 1977 (27 år)     | FA Göppingen           |
| 9  | VB   | Agberto Matos              | 8 april 1972 (32 år)     | Metodista Sao Bernardo |
| 10 | HY   | Helio Justino              | 23 juli 1972 (32 år)     | Metodista Sao Bernardo |
| 11 | P    | Daniel Baldacin            | 6 maj 1977 (27 år)       | Metodista Sao Bernardo |
| 12 | MV   | Alexandre Vasconcelos      | 19 december 1978 (25 år) | IMES Sao Caetano       |
| 14 | MB   | Ivan Bruno Maziero         | 1 juni 1969 (35 år)      | Metodista Sao Bernardo |
| 15 | HB   | Eduardo Henrique Reis      | 7 mars 1970 (34 år)      | IMES Sao Caetano       |
| 16 | MV   | Marcos Paulo Santos        | 26 maj 1976 (28 år)      | Metodista Sao Bernardo |
| 18 | MB   | Bruno Santana              | 27 februari 1982 (22 år) | EC Pinheiros           |
| 20 | MB   | Gustavo Henrique Silva     | 28 april 1979 (25 år)    | EC Pinheiros           |

Gruppspel
| Lag       | Pld | W | D | L | GF  | GA  | GD  | Poäng |
| --------- | --- | - | - | - | --- | --- | --- | ----- |
| Frankrike | 5   | 5 | 0 | 0 | 135 | 108 | +27 | 10    |
| Ungern    | 5   | 4 | 0 | 1 | 132 | 124 | +8  | 8     |
| Tyskland  | 5   | 3 | 0 | 2 | 139 | 110 | +29 | 6     |
| Grekland  | 5   | 2 | 0 | 3 | 117 | 130 | –13 | 4     |
| Brasilien | 5   | 1 | 0 | 4 | 105 | 133 | –28 | 2     |
| Egypten   | 5   | 0 | 0 | 5 | 110 | 133 | –23 | 0     |

Damer
| Nr | Pos. | Namn                 | Födelsedatum (ålder)      | Klubb                 |
| -- | ---- | -------------------- | ------------------------- | --------------------- |
| 1  | MV   | Chana Masson         | 18 december 1978 (25 år)  | FCK Håndbold          |
| 2  | P    | Fabiana Diniz        | 13 maj 1981 (23 år)       | CDES Gil Eanes        |
| 3  | VB   | Alexandra Nascimento | 16 september 1981 (22 år) | Hypo Niederösterreich |
| 4  | MB   | Margareth Montao     | 19 juli 1971 (33 år)      | Maua/Universo         |
| 5  | P    | Daniela Piedade      | 2 februari 1979 (25 år)   | Hypo Niederösterreich |
| 6  | MB   | Fabiana Kuestener    | 15 april 1981 (23 år)     | AD Blumenau           |
| 8  | VB   | Ana Amorim           | 1 april 1983 (21 år)      | Kometal Gjorge        |
| 9  | MB   | Milene Figueirido    | 3 februari 1983 (21 år)   | Aguias Nova Gerty     |
| 10 | VY   | Aline Rosas          | 28 juni 1979 (25 år)      | Sao Paulo/Guaru       |
| 11 | HY   | Viviane Jacques      | 20 maj 1977 (27 år)       | MESC Sao Paulo        |
| 13 | HB   | Lucila Silva         | 7 mars 1976 (28 år)       | Sao Paulo/Guaru       |
| 15 | VB   | Aline Silva          | 25 maj 1979 (25 år)       | CDES Gil Eanes        |
| 16 | MV   | Darly de Paula       | 25 augusti 1982 (21 år)   | Akaba Bera Bera       |
| 17 | VY   | Idalina Mesquita     | 25 augusti 1982 (21 år)   | Maua/Universo         |
| 19 | VB   | Aline Santos         | 17 augusti 1981 (22 år)   | El Ferrobus Mislata   |

Gruppspel
| Lag       | Pld | W | L | D | GF  | GA  | Poäng |
| --------- | --- | - | - | - | --- | --- | ----- |
| Ukraina   | 4   | 4 | 0 | 0 | 99  | 82  | 8     |
| Ungern    | 4   | 3 | 1 | 0 | 118 | 93  | 6     |
| Kina      | 4   | 2 | 2 | 0 | 106 | 90  | 4     |
| Brasilien | 4   | 1 | 3 | 0 | 97  | 105 | 2     |
| Grekland  | 4   | 0 | 4 | 0 | 74  | 124 | 0     |

## Judo
Herrar
| Idrottare          | Gren                     | Sextondelsfinal                                                               | Åttondelsfinal                | Kvartsfinal                 | Semifinal            | Återkval                                                                    | Final                                 | Final            |
| Idrottare          | Gren                     | Motståndare Resultat                                                          | Motståndare Resultat          | Motståndare Resultat        | Motståndare Resultat | Motståndare Resultat                                                        | Motståndare Resultat                  | Placering        |
| ------------------ | ------------------------ | ----------------------------------------------------------------------------- | ----------------------------- | --------------------------- | -------------------- | --------------------------------------------------------------------------- | ------------------------------------- | ---------------- |
| Alexandre Lee      | Extra lättvikt (-60 kg)  | Nazaryan (ARM) L 0001-0101                                                    | Gick inte vidare              | Gick inte vidare            | Gick inte vidare     | Gick inte vidare                                                            | Gick inte vidare                      | Gick inte vidare |
| Henrique Guimarães | Halv lättvikt (-66 kg)   | Bang (KOR) W 1001-0000                                                        | Dzhafarov (RUS) L 0010-0101   | Gick inte vidare            | Gick inte vidare     | Gick inte vidare                                                            | Gick inte vidare                      | Gick inte vidare |
| Leandro Guilheiro  | Lättvikt (-73 kg)        | Omgång of 64 Uematsu (ESP) W 0010-0000 Omgång of 32 Laraque (HAI) W 1001-0000 | Wiłkomirski (POL) W 0110-0011 | Fernandes (FRA) L 0010-0101 | Gick inte vidare     | Omgång 2 Razvozov (ISR) W 1001-0020 Omgång 3 Kevkhishvili (GEO) W 0001-0000 | Bronsmatch Bivol (MDA) W 0200-0000    | =                |
| Flávio Canto       | Halv mellanvikt (-81 kg) | Valles (COL) W 1000-0000                                                      | Budõlin (EST) W 0011-0010     | Nossov (RUS) L 0010-0110    | Gick inte vidare     | Omgång 2 Meloni (ITA) W 0200-0001 Omgång 3 Kwon (KOR) W 1000-0000           | Bronsmatch Krawczyk (POL) W 0110-0011 | =                |
| Carlos Honorato    | Mellanvikt (-90 kg)      | Meddah (ALG) W 1000-0000                                                      | Tsend-Ayush (MGL) W 0101-0100 | Gordon (GBR) L 0010-0012    | Gick inte vidare     | Omgång 2 Kelly (AUS) L 0010-0011                                            | Gick inte vidare                      | Gick inte vidare |
| Mário Sabino       | Halv tungvikt (-100 kg)  | Ze'evi (ISR) L 0100-1010                                                      | Gick inte vidare              | Gick inte vidare            | Gick inte vidare     | Gick inte vidare                                                            | Gick inte vidare                      | Gick inte vidare |
| Daniel Hernandes   | Tungvikt (+100 kg)       | Onyemachi (NGR) W 0100-0000                                                   | Tmenov (RUS) L 0000-1110      | Gick inte vidare            | Gick inte vidare     | Omgång 1 Munteanu (ROU) W 1000-0000 Omgång 2 Pertelson (EST) L 0100-1110    | Gick inte vidare                      | Gick inte vidare |

Damer
| Idrottare          | Gren                     | Sextondelsfinal               | Åttondelsfinal             | Kvartsfinal                   | Semifinal            | Återkval                                                           | Final                | Final            |
| Idrottare          | Gren                     | Motståndare Resultat          | Motståndare Resultat       | Motståndare Resultat          | Motståndare Resultat | Motståndare Resultat                                               | Motståndare Resultat | Placering        |
| ------------------ | ------------------------ | ----------------------------- | -------------------------- | ----------------------------- | -------------------- | ------------------------------------------------------------------ | -------------------- | ---------------- |
| Daniela Polzin     | Extra lättvikt (-48 kg)  | Gao (CHN) L 0000-1110         | Gick inte vidare           | Gick inte vidare              | Gick inte vidare     | Gick inte vidare                                                   | Gick inte vidare     | Gick inte vidare |
| Fabiane Hukuda     | Halv lättvikt (-52 kg)   | Singleton (GBR) L 0000-1001   | Gick inte vidare           | Gick inte vidare              | Gick inte vidare     | Gick inte vidare                                                   | Gick inte vidare     | Gick inte vidare |
| Danielle Zangrando | Lättvikt (-57 kg)        | BYE                           | Liu (CHN) W 1000-0011      | Gravenstijn (NED) L 1010-0010 | Gick inte vidare     | Omgång 2 Cavazzuti (ITA) L 0010-0000                               | Gick inte vidare     | Gick inte vidare |
| Vânia Ishii        | Halv mellanvikt (-63 kg) | Vandecaveye (BEL) L 0000-1000 | Gick inte vidare           | Gick inte vidare              | Gick inte vidare     | Gick inte vidare                                                   | Gick inte vidare     | Gick inte vidare |
| Edinanci Silva     | Halv tungvikt (-78 kg)   | BYE                           | Ben Daya (TUN) W 1020-0001 | Lebrun (FRA) L 0000-0001      | Gick inte vidare     | Omgång 2 Kubes (USA) W 0200-0001 Omgång 3 Morico (ITA) L 0011-0120 | Gick inte vidare     | Gick inte vidare |

## Kanotsport
Sprint
| Kanotist                             | Gren                 | Heat     | Heat      | Semifinal | Semifinal | Final            | Final            |
| Kanotist                             | Gren                 | Tid      | Placering | Tid       | Placering | Tid              | Placering        |
| ------------------------------------ | -------------------- | -------- | --------- | --------- | --------- | ---------------- | ---------------- |
| Sebastián Cuattrin                   | Herrarnas K-1 500 m  | 1:40.999 | 5 QS      | 1:42.213  | 8         | Gick inte vidare | Gick inte vidare |
| Sebastián Cuattrin                   | Herrarnas K-1 1000 m | 3:36.506 | 5 QS      | 3:37.682  | 7         | Gick inte vidare | Gick inte vidare |
| Sebastian Cuattrin Sebastian Szubski | Herrarnas K-2 500 m  | 1:35.917 | 6 QS      | 1:37.466  | 8         | Gick inte vidare | Gick inte vidare |

## Konstsim
| Idrottare                      | Gren           | Teknisk rutin | Teknisk rutin | Fri rutin (inledande) | Fri rutin (inledande)  | Fri rutin (inledande) | Fri rutin (final) | Fri rutin (final)      | Fri rutin (final) |
| Idrottare                      | Gren           | Poäng         | Placering     | Poäng                 | Totalt (teknisk + fri) | Placering             | Placering         | Totalt (teknisk + fri) | Placering         |
| ------------------------------ | -------------- | ------------- | ------------- | --------------------- | ---------------------- | --------------------- | ----------------- | ---------------------- | ----------------- |
| Carolina Moraes Isabela Moraes | Damernas duett | 45.167        | 45.584        | 90.751                | 12 Q                   | 45.750                | 90.917            | 12                     |                   |

## Modern femkamp
| Idrottare       | Gren              | Skytte   | Skytte | Fäktning | Fäktning | Simning  | Simning | Ridning | Ridning | Löpning  | Löpning | Totalpoäng | Placering |
| Idrottare       | Gren              | Resultat | Poäng  | Resultat | Poäng    | Resultat | Poäng   | Straff  | Poäng   | Resultat | Poäng   | Totalpoäng | Placering |
| --------------- | ----------------- | -------- | ------ | -------- | -------- | -------- | ------- | ------- | ------- | -------- | ------- | ---------- | --------- |
| Daniel Santos   | Herrarnas tävling | 163      | 892    | 14-17    | 892      | 2:16,52  | 1164    | 84      | 1116    | 10:54,15 | 784     | 4732       | 29        |
| Samantha Harvey | Damernas tävling  | 178      | 1072   | 17-14    | 860      | 2:27,35  | 1152    | 224     | 976     | 12:03,10 | 828     | 4888       | 25        |

## Ridsport

### Fälttävlan
| Ryttare                                                             | Häst             | Gren                    | Dressyr | Dressyr   | Terräng | Terräng | Terräng   | Hoppning | Hoppning | Hoppning  | Hoppning         | Hoppning         | Hoppning         | Totalt | Totalt    |
| Ryttare                                                             | Häst             | Gren                    | Dressyr | Dressyr   | Terräng | Terräng | Terräng   | Kval     | Kval     | Kval      | Final            | Final            | Final            | Totalt | Totalt    |
| Ryttare                                                             | Häst             | Gren                    | Straff  | Placering | Straff  | Totalt  | Placering | Straff   | Totalt   | Placering | Straff           | Totalt           | Placering        | Straff | Placering |
| ------------------------------------------------------------------- | ---------------- | ----------------------- | ------- | --------- | ------- | ------- | --------- | -------- | -------- | --------- | ---------------- | ---------------- | ---------------- | ------ | --------- |
| Rafael Gouveia Jr.                                                  | Mozart           | Individuell fälttävlan  | 65,80   | 59        | 4,80    | 70,60   | 39        | 30,00    | 100,60   | 47        | Gick inte vidare | Gick inte vidare | Gick inte vidare | 100,60 | 47        |
| Sergio Marins                                                       | Rally LF         | Individuell fälttävlan  | 70,00   | =66       | 16,00   | 86,00   | 50        | 19,00    | 105,00   | 50        | Gick inte vidare | Gick inte vidare | Gick inte vidare | 105,00 | 50        |
| Andre Paro                                                          | Land Heir        | Individuell fälttävlan  | 70,00   | =66       | 16,80 # | 86,80   | 51        | 37,00 #  | 123,80 # | 54        | Gick inte vidare | Gick inte vidare | Gick inte vidare | 123,80 | 54        |
| Raul Senna                                                          | Super Rocky      | Individuell fälttävlan  | 76,00 # | 73        | 14,40   | 90,40 # | 55        | 5,00     | 95,40    | 44        | Gick inte vidare | Gick inte vidare | Gick inte vidare | 95,40  | 44        |
| Remo Tellini                                                        | Especial Reserve | Individuell fälttävlan  | 79,60 # | 74        | 17,60 # | 97,20 # | 57        | 51,00 #  | 148,20 # | 59        | Gick inte vidare | Gick inte vidare | Gick inte vidare | 148,20 | 59        |
| Rafael Gouveia Jr. Sergio Marins Andre Paro Raul Senna Remo Tellini | Se ovan          | Lagtävling i fälttävlan | 205,80  | 14        | 35,20   | 243,40  | 9         | 54,00    | 301,00   | 13        | i.u.             | i.u.             | i.u.             | 301,00 | 11        |

### Hoppning
| Ryttare                                                            | Häst              | Gren                  | Kval     | Kval      | Kval     | Kval     | Kval      | Kval             | Kval             | Kval             | Final            | Final            | Final            | Final            | Final            | Totalt           | Totalt           |
| Ryttare                                                            | Häst              | Gren                  | Omgång 1 | Omgång 1  | Omgång 2 | Omgång 2 | Omgång 2  | Omgång 3         | Omgång 3         | Omgång 3         | Omgång A         | Omgång A         | Omgång B         | Omgång B         | Omgång B         | Totalt           | Totalt           |
| Ryttare                                                            | Häst              | Gren                  | Straff   | Placering | Straff   | Totalt   | Placering | Straff           | Totalt           | Placering        | Straff           | Placering        | Straff           | Totalt           | Placering        | Straff           | Placering        |
| ------------------------------------------------------------------ | ----------------- | --------------------- | -------- | --------- | -------- | -------- | --------- | ---------------- | ---------------- | ---------------- | ---------------- | ---------------- | ---------------- | ---------------- | ---------------- | ---------------- | ---------------- |
| Bernardo Alves                                                     | Canturo           | Individuell hoppning  | 1        | =11       | 8        | 9        | =23       | Gick inte vidare | Gick inte vidare | Gick inte vidare | Gick inte vidare | Gick inte vidare | Gick inte vidare | Gick inte vidare | Gick inte vidare | Gick inte vidare | Gick inte vidare |
| Álvaro de Miranda Neto                                             | Countdown 23      | Individuell hoppning  | 8        | =47       | 8        | 16       | =40 Q     | 12               | 28               | =41 Q            | 8                | =12 Q            | Eliminerad       | Eliminerad       | Eliminerad       | 8                | =12              |
| Luciana Diniz                                                      | Mariachi          | Individuell hoppning  | 5        | =31       | 13       | 18       | 44 Q      | 16               | 34               | 49 Q             | 20               | =40              | Gick inte vidare | Gick inte vidare | Gick inte vidare | 20               | =40              |
| Rodrigo Pessoa                                                     | Baloubet du Rouet | Individuell hoppning  | 5        | =31       | 0        | 5        | 12 Q      | 9                | 14               | 18 Q             | 8                | =12 Q            | 0                | 8                | =2               | 8                | *                |
| Bernardo Alves Álvaro de Miranda Neto Luciana Diniz Rodrigo Pessoa | Se ovan           | Lagtävling i hoppning | i.u.     | i.u.      | i.u.     | i.u.     | i.u.      | i.u.             | i.u.             | i.u.             | 16               | 6                | 37               | 53               | 9                | 53               | 9                |

## Rodd
Herrar
| Idrottare                       | Gren                    | Heat    | Heat      | Återkval | Återkval  | Semifinal | Semifinal | Final            | Final            | Final |
| Idrottare                       | Gren                    | Tid     | Placering | Tid      | Placering | Tid       | Placering | Tid              | Placering        |       |
| ------------------------------- | ----------------------- | ------- | --------- | -------- | --------- | --------- | --------- | ---------------- | ---------------- | ----- |
| Anderson Nocetti                | Singelsculler           | 7:26,81 | 3 R       | 7:03,08  | 2 SA/B/C  | 7:11,90   | 5 FC      | 6:53,64          | 13               |       |
| Thiago Gomes José Sobral Júnior | Lättvikts-dubbelsculler | 6:33,92 | 6 R       | 6:33,66  | 4 SC/D    | 6:26,98   | 4         | Gick inte vidare | Gick inte vidare |       |

Damer
| Idrottare        | Gren          | Heat    | Heat      | Återkval | Återkval  | Semifinal | Semifinal | Final   | Final     | Final |
| Idrottare        | Gren          | Tid     | Placering | Tid      | Placering | Tid       | Placering | Tid     | Placering |       |
| ---------------- | ------------- | ------- | --------- | -------- | --------- | --------- | --------- | ------- | --------- | ----- |
| Fabiana Beltrame | Singelsculler | 8:02,09 | 4 R       | 7:48,74  | 4 SC/D    | 8:00,89   | 1 FC      | 7:43,38 | 14        |       |

## Segling
Herrar
| Seglare                           | Gren      | Lopp | Lopp | Lopp | Lopp | Lopp | Lopp | Lopp | Lopp | Lopp | Lopp | Lopp | Summerad poäng | Finalplacering |
| Seglare                           | Gren      | 1    | 2    | 3    | 4    | 5    | 6    | 7    | 8    | 9    | 10   | M*   | Summerad poäng | Finalplacering |
| --------------------------------- | --------- | ---- | ---- | ---- | ---- | ---- | ---- | ---- | ---- | ---- | ---- | ---- | -------------- | -------------- |
| Ricardo Santos                    | Mistral   | 4    | 6    | 2    | 1    | 5    | 17   | 7    | 2    | 9    | 1    | 17   | 54             | 4              |
| João Signorini                    | Finnjolle | 15   | 9    | 21   | 15   | 21   | 4    | 5    | 6    | 12   | 9    | 17   | 113            | 10             |
| Bernardo Arndt Alexandre Paradeda | 470       | 5    | 1    | 14   | 19   | 4    | 10   | 17   | 20   | 24   | 9    | 5    | 104            | 8              |
| Marcelo Ferreira Torben Grael     | Starbåt   | 5    | 4    | 1    | 1    | 2    | 5    | 2    | 7    | 11   | 4    | DNS  | 42             | 1              |

M = Medaljlopp; EL = Eliminerad – gick inte vidare till medaljloppet;
Damer
| Seglare                          | Gren    | Lopp | Lopp | Lopp | Lopp | Lopp | Lopp | Lopp | Lopp | Lopp | Lopp | Lopp | Summerad poäng | Finalplacering |
| Seglare                          | Gren    | 1    | 2    | 3    | 4    | 5    | 6    | 7    | 8    | 9    | 10   | M*   | Summerad poäng | Finalplacering |
| -------------------------------- | ------- | ---- | ---- | ---- | ---- | ---- | ---- | ---- | ---- | ---- | ---- | ---- | -------------- | -------------- |
| Carolina Borges                  | Mistral | 25   | 20   | 24   | 24   | 21   | 23   | 24   | 24   | 25   | 22   | 22   | 229            | 25             |
| Adriana Kostiw Fernanda Oliveira | 470     | OCS  | 18   | 19   | 16   | 16   | 3    | 6    | 15   | 15   | 5    | 6    | 119            | 17             |

M = Medaljlopp; EL = Eliminerad – gick inte vidare till medaljloppet;
Öppen
| Seglare                              | Gren    | Lopp | Lopp | Lopp | Lopp | Lopp | Lopp | Lopp | Lopp | Lopp | Lopp | Lopp | Lopp | Lopp | Lopp | Lopp | Lopp | Summerad poäng | Finalplacering |
| Seglare                              | Gren    | 1    | 2    | 3    | 4    | 5    | 6    | 7    | 8    | 9    | 10   | 11   | 12   | 13   | 14   | 15   | M*   | Summerad poäng | Finalplacering |
| ------------------------------------ | ------- | ---- | ---- | ---- | ---- | ---- | ---- | ---- | ---- | ---- | ---- | ---- | ---- | ---- | ---- | ---- | ---- | -------------- | -------------- |
| Robert Scheidt                       | Laser   | 3    | 8    | 1    | 3    | 8    | 4    | 19   | 12   | 7    | 3    | i.u. | i.u. | i.u. | i.u. | i.u. | 6    | 55             | 1              |
| Rodrigo Duarte André Fonseca         | 49er    | 2    | 4    | 13   | 13   | 3    | 3    | 5    | 12   | 10   | 12   | 5    | 15   | 12   | 10   | 8    | 5    | 104            | 6              |
| João Carlos Jordão Maurício Oliveira | Tornado | 13   | 17   | 16   | 15   | 16   | 17   | 17   | 16   | 13   | 16   | i.u. | i.u. | i.u. | i.u. | i.u. | 16   | 155            | 17             |

M = Medaljlopp; EL = Eliminerad – gick inte vidare till medaljloppet;

## Simhopp
Herrar
| Idrottare     | Gren | Kval   | Kval      | Semifinal        | Semifinal        | Final            | Final            |
| Idrottare     | Gren | Poäng  | Placering | Poäng            | Placering        | Poäng            | Placering        |
| ------------- | ---- | ------ | --------- | ---------------- | ---------------- | ---------------- | ---------------- |
| César Castro  | 3 m  | 432,45 | 9 Q       | 662,73           | 9 Q              | 662,97           | 9                |
| Cassius Duran | 10 m | 387,75 | 24        | Gick inte vidare | Gick inte vidare | Gick inte vidare | Gick inte vidare |
| Hugo Parisi   | 10 m | 325,08 | 32        | Gick inte vidare | Gick inte vidare | Gick inte vidare | Gick inte vidare |

Damer
| Idrottare      | Gren | Kval   | Kval      | Semifinal | Semifinal | Final            | Final            |
| Idrottare      | Gren | Poäng  | Placering | Poäng     | Placering | Poäng            | Placering        |
| -------------- | ---- | ------ | --------- | --------- | --------- | ---------------- | ---------------- |
| Juliana Veloso | 3 m  | 265,29 | 18 Q      | 462,45    | 18        | Gick inte vidare | Gick inte vidare |
| Juliana Veloso | 10 m | 302,31 | 16 Q      | 469,95    | 16        | Gick inte vidare | Gick inte vidare |

## Taekwondo
| Idrottare         | Gren             | Åttondelsfinaler     | Kvartsfinaler        | Semifinaer           | Återkval             | Bronsmatch              | Final                 | Final            |
| Idrottare         | Gren             | Motståndare Resultat | Motståndare Resultat | Motståndare Resultat | Motståndare Resultat | Motståndare Resultat    | Motståndare Resultat  | Placering        |
| ----------------- | ---------------- | -------------------- | -------------------- | -------------------- | -------------------- | ----------------------- | --------------------- | ---------------- |
| Marcel Ferreira   | Herrarnas −58 kg | Bayoumi (EGY) L 2–10 | Gick inte vidare     | Gick inte vidare     | Gick inte vidare     | Gick inte vidare        | Gick inte vidare      | Gick inte vidare |
| Diogo Silva       | Herrarnas −68 kg | García (VEN) W 6–5   | Saei (IRI) L 6–8     | Gick inte vidare     | Molfetta (ITA) W WO  | Sagastume (GUA) W 12–10 | Song M-S (KOR) L 7–12 | 4                |
| Natália Falavigna | Damernas +67 kg  | Morgan (AUS) W 7–2   | Rase (BEL) W 8–4     | Chen Z (CHN) L 5–8   | Bye                  | Castrignano (ITA) W 6–3 | Carmona (VEN) L 4–7   | 4                |

## Tennis
| Spelare                 | Gren       | Omgång 1                      | Omgång 2                           | Åttondelsfinaler                 | Kvartsfinaler     | Semifinaler       | Final / BM        | Final / BM       |
| Spelare                 | Gren       | Motståndare Poäng             | Motståndare Poäng                  | Motståndare Poäng                | Motståndare Poäng | Motståndare Poäng | Motståndare Poäng | Placering        |
| ----------------------- | ---------- | ----------------------------- | ---------------------------------- | -------------------------------- | ----------------- | ----------------- | ----------------- | ---------------- |
| Gustavo Kuerten         | Herrsingel | Massú (CHI) L 3–6, 7–5, 4–6   | Gick inte vidare                   | Gick inte vidare                 | Gick inte vidare  | Gick inte vidare  | Gick inte vidare  | Gick inte vidare |
| Flávio Saretta          | Herrsingel | Roddick (USA) L 3–6, 6–7(4–7) | Gick inte vidare                   | Gick inte vidare                 | Gick inte vidare  | Gick inte vidare  | Gick inte vidare  | Gick inte vidare |
| André Sá Flávio Saretta | Herrdubbel | i.u.                          | Moyá / Nadal (ESP) W 7–6(8–6), 6–1 | Black / Ullyett (ZIM) L 3–6, 4–6 | Gick inte vidare  | Gick inte vidare  | Gick inte vidare  | Gick inte vidare |

## Triathlon
| Triathlet       | Gren                | Simning (1,5 km) | Trans 1 | Cykling (40 km) | Trans 2         | Löpning (10 km) | Total tid       | Placering       |
| --------------- | ------------------- | ---------------- | ------- | --------------- | --------------- | --------------- | --------------- | --------------- |
| Leandro Macedo  | Herrarnas triathlon | 18:25            | 0:16    | 1:05:30         | 0:22            | 33:44           | 1:57:39,36      | 31              |
| Paulo Miyashiro | Herrarnas triathlon | 17:57            | 0:18    | 1:05:59         | 0:23            | 34:20           | 1:58:16,76      | 34              |
| Juraci Moreira  | Herrarnas triathlon | 18:27            | 0:17    | 1:09:37         | 0:24            | 34:31           | 2:02:35,99      | 41              |
| Carla Moreno    | Damernas triathlon  | 19:48            | 0:20    | Fullföljde inte | Fullföljde inte | Fullföljde inte | Fullföljde inte | Fullföljde inte |
| Mariana Ohata   | Damernas triathlon  | 20:33            | 0:20    | 1:16:09         | 0:23            | 40:10           | 2:16:52,97      | 37              |
| Sandra Soldan   | Damernas triathlon  | 19:41            | 0:23    | Fullföljde inte | Fullföljde inte | Fullföljde inte | Fullföljde inte | Fullföljde inte |